# Lasioglossum melbournense
Lasioglossum melbournense är en biart som först beskrevs av Cockerell 1904.  Lasioglossum melbournense ingår i släktet smalbin, och familjen vägbin. Inga underarter finns listade i Catalogue of Life.

## Bildgalleri

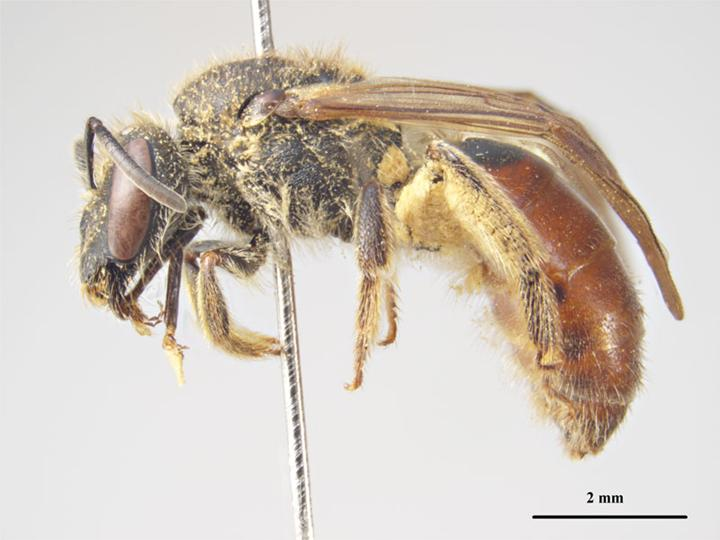
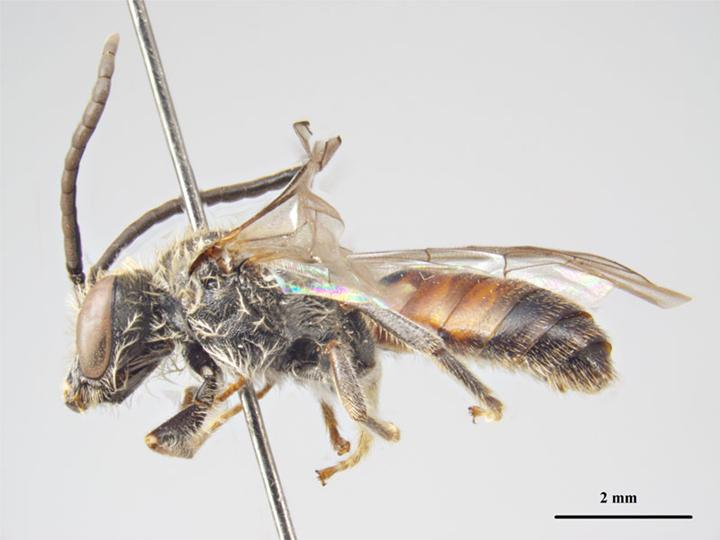